# Samadhi Zendejas

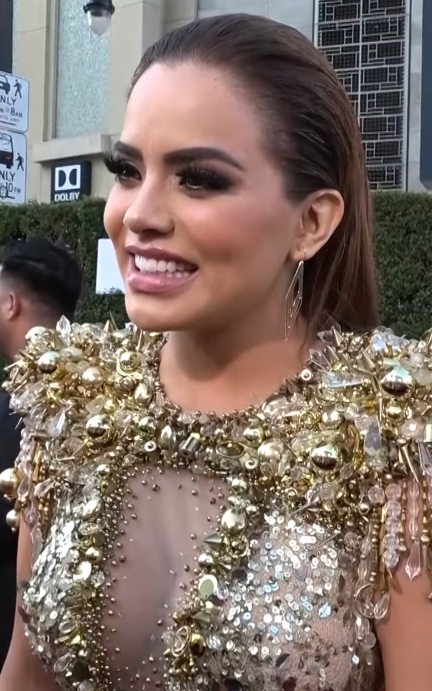
Samadhi Zendejas, 2018

Jill Samadhi Zendejas (* 27. Dezember 1994) ist eine mexikanische Schauspielerin.
Ihr Bruder Adriano Zendejas ist ein Schauspieler. Sie studierte Schauspiel im Zentrum für Kunsterziehung von Televisa.

## Filmografie
Fernsehen
- 2009–2010: Atrévete a soñar
- 2009: La Rosa de Guadalupe
- 2010: Gritos de muerte y libertad
- 2011: Como dice el dicho
- 2011: Esperanza del corazón

## Auszeichnungen
- 2010: Premios TvyNovelas als Beste neue Hauptdarstellerin